# الانتخابات الرئاسية التركية 1927
جرت الانتخابات الرئاسية التركية لسنة 1927 على صعيد الجمعية الوطنية الكبرى لاختيار رئيس الجمهورية عبر التصويت النيابي، والتي جرت بتاريخ 1 نوفمبر 1927 بعد 4 سنوات من إعلان قيام الجمهورية التركية و3 سنوات من إلغاء منصب الخلافة الإسلامية بتاريخ 3 مارس 1924. انتخب رئيس الجمعية الوطنية الكبرى سابقا مصطفى كمال باشا (أتاتورك) رئيسا للجمهورية للمرة الثانية على التوالي، لم يتقدم أي منافس على المنصب كما حضر 288 نائبا من اصل 316 للجلسة العامة.

## التصويت
| انتخاب رئيس الجمهورية التركية 1 نوفمبر 1927 | انتخاب رئيس الجمهورية التركية 1 نوفمبر 1927 | انتخاب رئيس الجمهورية التركية 1 نوفمبر 1927 | انتخاب رئيس الجمهورية التركية 1 نوفمبر 1927 | انتخاب رئيس الجمهورية التركية 1 نوفمبر 1927 |
| ------------------------------------------- | ------------------------------------------- | ------------------------------------------- | ------------------------------------------- | ------------------------------------------- |
| عدد أعضاء المجلس                            | عدد أعضاء المجلس                            | عدد أعضاء المجلس                            | عدد أعضاء المجلس                            | 316                                         |
| الحاضرون في التصويت                         | الحاضرون في التصويت                         | الحاضرون في التصويت                         | الحاضرون في التصويت                         | 288                                         |
| الغائبون عن التصويت                         | الغائبون عن التصويت                         | الغائبون عن التصويت                         | الغائبون عن التصويت                         | 28                                          |
| الأصوات الباطلة أو الامتناع                 | الأصوات الباطلة أو الامتناع                 | الأصوات الباطلة أو الامتناع                 | الأصوات الباطلة أو الامتناع                 | 0                                           |
| المترشح                                     | الانتماء الحزبي                             | النتيجة                                     | النسبة                                      | نسبة المشاركة                               |
| مصطفى كمال باشا                             | حزب الشعب الجمهوري                          | 288                                         | 100%                                        | 91,1%                                       |